# Daniel Olbrychski
Daniel Marcel Olbrychski (* 27. února 1945 Łowicz) je polský filmový a divadelní herec, který je považován za jednoho z nejvýraznějších představitelů silné herecké generace, která se proslavila v 70. letech 20. století.

## Život
Olbrychski se narodil v roce 1945 v Łowiczi otci Franciszkovi a matce Klementyně (rozené Sołonowiczové). Jeho starší bratr Krzysztof (1939–2017) byl významným fyzikem. Navštěvoval gymnázium a lyceum Stefana Batoryho ve Varšavě. Od mládí se věnoval boxu, trénoval také badminton a judo. Pojilo jej dlouhodobé přátelství s režisérem Nikitou Michalkovem. To však skončilo poté, co Rusko napadlo Ukrajinu. Olbrychski napsal Michalkovovi dopis a vrátil honorář za ruský film, ve kterém hrál.

## Tvorba
V 19 letech během prvního ročníku studia na Varšavské herecké škole si jej režisér Andrzej Wajda vybral jako představitele hlavní role Rafała Olbromskeho ve filmu Popely (1965). Později si ve Wajdových filmech zahrál další významné role, mimo jiné ve filmech Veselka a Země zaslíbená. Hrál také ve filmech dalších významných polských režisérů a režisérek, jako je Krzysztof Kieślowski, Krzysztof Zanussi, Janusz Morgenstern, Jerzy Hoffman, Agnieszka Holland, Janusz Kijowski, Lech Majewski, Filip Bajon a další. Od roku 1979, kdy si zahrál v dramatu z druhé světové války Plechový bubínek režiséra Volkera Schlöndorffa, hrál také v řadě zahraničních evropských filmů (Nesnesitelná lehkost bytí). Jako hereckou legendu jej do svých filmů obsadili také čeští filmoví režiséři, Tomáš Svoboda (Indián) a Dan Svátek (Dvě slova jako klíč).

## Filmografie (výběr)
- 1964 – Ranny w lesie
- 1965 – Popely (Popioły)
- 1967 – Skok
- 1967 – Jowita
- 1968 – Vše na prodej (Wszystko na sprzedaż)
- 1969 – Struktura krystalu (Struktura kryształu)
- 1970 – Březový háj (Brzezina)

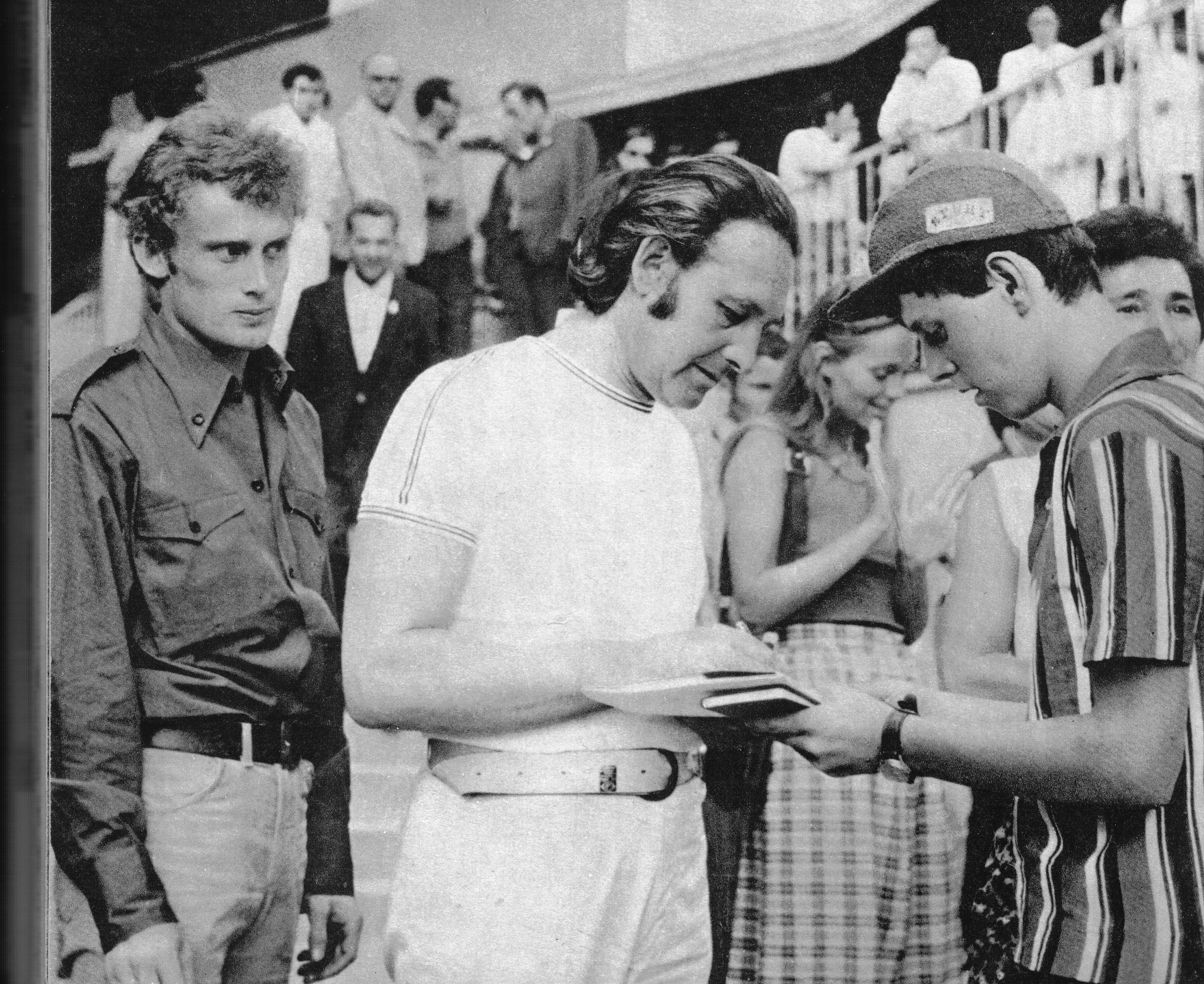
Olbrychski s režisérem Andrzejem Wajdou (1973)

- Olbrychski s režisérem Andrzejem Wajdou (1973)1970 – Krajina po bitvě (Krajobraz po bitwie)
- 1973 – Veselka (Wesele)
- 1974 – Potopa (Potop)
- 1975 – Země zaslíbená (Ziemia obiecana)
- 1976 – Člověk z mramoru (Człowiek z marmuru)
- 1978 – Bez umrtvení (Bez znieczulenia)
- 1979 – Slečny z Vlčí (Panny z Wilka)
- 1979 – Plechový bubínek (Die Blechtrommel)
- 1980 – Dirigent
- 1981 – Člověk ze železa (Człowiek z żelaza)
- 1985 – Ga, ga - sláva hrdinům (Ga, ga. Chwała bohaterom)
- 1988 – Nesnesitelná lehkost bytí (Unbearable Lightness of Being)
- 1988 – Jak zabít kněze (To Kill a Priest)
- 1988 – Dekalog III
- 1996 – Poznaň 56 (Poznań 56)
- 1999 – Lazebník sibiřský (Сибирский цирюльник)
- 1999 – Pan Tadeáš (Pan Tadeusz)
- 1999 – Ohněm a mečem (Ogniem i mieczem)
- 2001 – Předjaří[5]
- 2003 – Staré báje Vikingů
- 2005 – Persona non grata
- 2013 – Legenda 17
- 2016 – Marie Curie
- 2020 – Zabij to a opusť město (Zabij to i wyjedź z tego miasta)
- 2022 – Indián
- 2023 – Dvě slova jako klíč